# 何存斆
何存斆（1549年—1608年），字念卿，四川成都府温江縣人，民籍，治《禮記》，明朝政治人物。

## 生平
三月初七日生，行九，由國子生中式隆慶四年（1570年）庚午科四川鄉試第十六名舉人，年二十九歲中式萬曆五年（1577年）丁丑科會試第二百九十三名，第三甲第七十一名進士。歷官刑部山西司员外郎，十五年升雲南按察司佥事。

## 家族
曾祖何魁；祖何永壽；父何含；母金氏；繼母韓氏。永感下，妻劉氏，兄存道；存蔭；存偉；存仁；存敬；存教；存義；存性，弟存徵；存徽。